# Ka-heseb

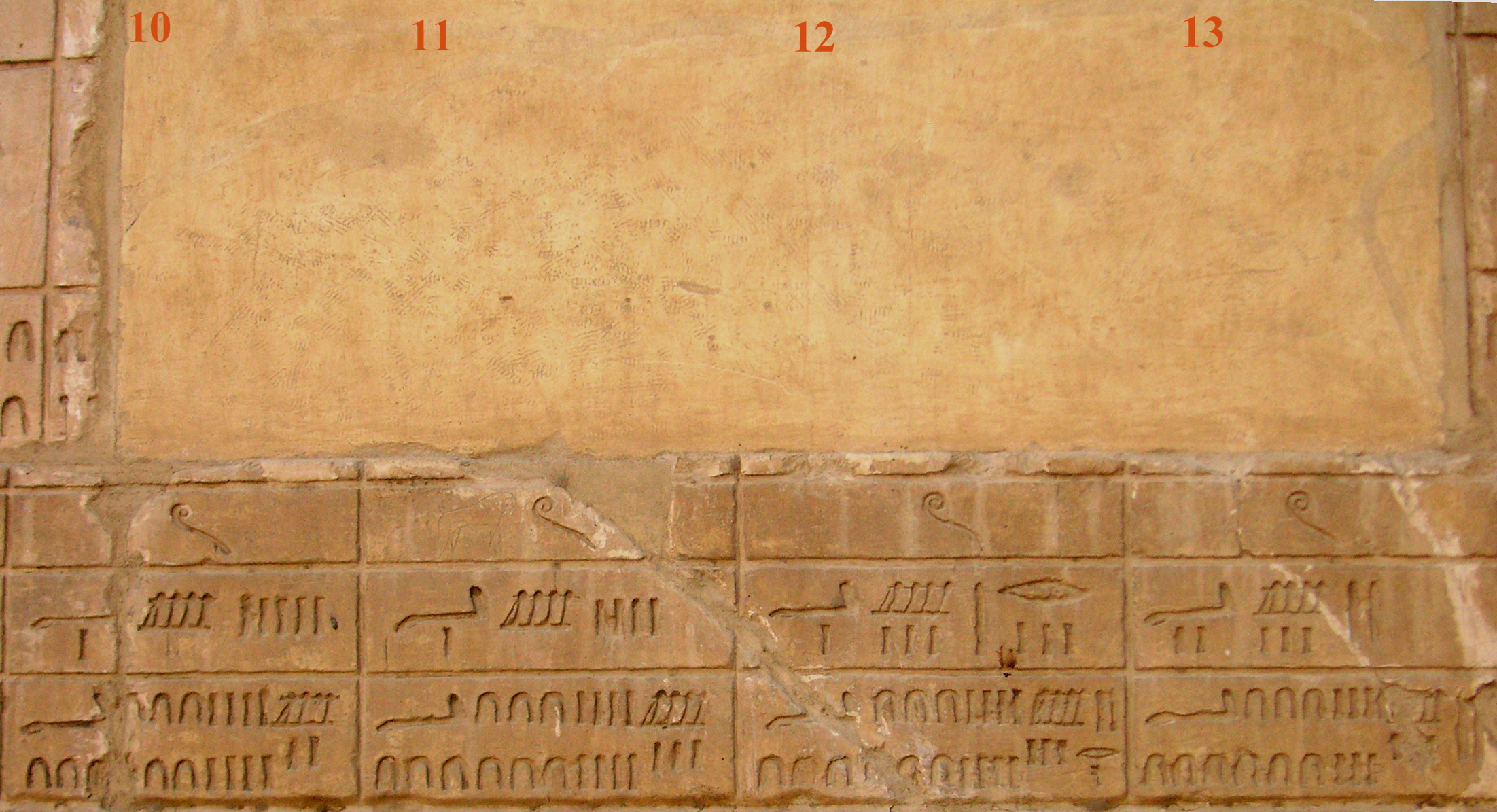
Ka-hesebs plats, län 11, på "Vita kapellets" vägg i Karnak.

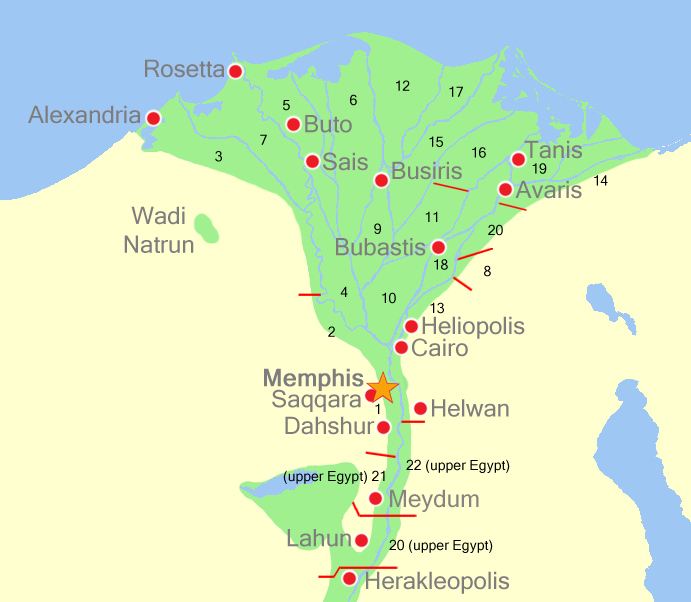
Lägeskarta över nomoi i Nedre Egypten.

Ka-heseb ("Tjurräkningen", även Ka-henseb) var ett av de 42 nomoi (länen) i Forntida Egypten.
| Aa2 | E2 · R12 · N24 |

Ka-heseb med hieroglyfer

## Geografi
Ka-heseb var ett av de 20 nomoi i Nedre Egypten och hade nummer 11.
Länets storlek går ej att utläsa, vanligen var länen cirka 30–40 km långa och ytan beroende på Nildalens bredd eller öknens början. Ytan räknades i cha-ta (1 cha-ta motsvarar 2,75 ha) och längden räknades i iteru (1 iteru motsvarar 10,5 km).
Niwt (huvudorten) var Taremu/Leontopolis (dagens Tell al-Moqdam) och den övriga större orten var Shednu/Pharbaithos (dagens Tell Abu Yasin).

## Historia
Varje län styrdes av en nomark som officiellt lydde direkt under faraon.
Varje Niwt hade ett Het net (tempel) tillägnad områdets skyddsgud och ett Heqa het (nomarkens residens).
Länets skyddsgud var Horus och bland övriga gudar dyrkades främst Maahes, Shu och Tefnut.
Idag ingår området i guvernementet al-Qalyubiyya.